# Chinchillor
Chinchillor (Chinchilla) är ett släkte med däggdjur inom ordningen gnagare vilka tillhör familjen harmöss och omfattar två arter. De förekommer bland träd eller klippskrevor i Anderna på 3000-5000 meters höjd i Peru, Bolivia, Chile och Argentina. Båda arterna är utrotningshotade och IUCN kategoriserar dem som akut hotade. Chinchillor har i Nordamerika fötts upp i fångenskap i sedan 1923 framför allt för pälsen. Vissa chinchillor som hade mindre fin päls började säljas som husdjur, och idag föds djuren upp för båda ändamålen. Tama chinchillor tros härstamma från C. lanigera. Chinchillor kallas även ullråttor.

## Systematik
Chinchillor är nära släkt med marsvin och jordpiggsvin, men dess närmaste släktingar är arten viscacha och släktet bergsviscachor. Det finns två arter av chinchilla, stor chinchilla (Chinchilla chinchilla) (tidigare benämnd Chinchilla brevicaudata) och liten chinchilla (Chinchilla lanigera).

## Utseende och anatomi

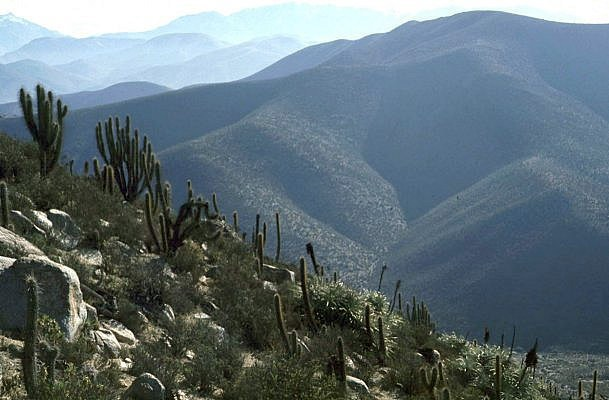
Chinchillornas habitat i Sydamerika

De morfologiska skillnaderna mellan de två arterna är få, men C. chinchilla har kortare svans, kraftigare nacke och skuldror och kortare öron än C. lanigera. Chincillan är vanligen 20 till 30 cm från nos till svansrot. Honor är ofta något större än hanar. Vikten för en vuxen hona är 450 till 600 gram och för en vuxen hane 400 till 600 gram. Individer i fångenskap kan idag bli betydligt större, upp emot ett kilo. Kroppstemperaturen är 38 till 39 grader Celsius och djurets hjärtrytm ligger vid 200 till 350 slag per minut. En chinchilla tar 40 till 80 andetag per minut.
Chinchillans päls är 30 gånger mjukare än människohår och är den högsta densiteten hår per kvadratcentimeter bland landdjur (Över 20.000 per kvadratcentimeter).[källa behövs] Den tjocka pälsen ger ett utmärkt skydd mot kyla. 
Chinchillor har cirka 60 hårstrån som växer ur en hårsäck.

## Vilt bestånd
Chinchillor förekommer bland klippskrevor i Anderna på 3000-5000 meters höjd i Peru, Bolivia, norra Chile och nordvästra Argentina.
Födan består av en näringsfattig vegetarisk diet beroende på vad de karga torra sluttningarna kan erbjuda i form av örter, blommor, gräs, bark, och annan höglänt bergsvegetation. Chinchillorna är sociala djur och lever i flockar om 15 till 100 individer. I det vilda är chinchillor mest nattaktiv.
Chinchillan blir könsmogen vid omkring 5-9 månaders ålder och kan föda ungar upp till över 10 års ålder. Honan har flera ägglossningar under brunstsäsongen som varar mellan maj och november (vilda populationer). Exemplar som hölls på norra halvklotet i fångenskap fortplantar sig däremot mellan november och maj. En dräktighet varar ganska exakt i 111 dagar och ger vanligen en kull på 1-3 ungar. Ibland blir det upp till 5 eller 6 ungdjur men detta är mycket ovanligt. En ung chinchilla som vid födelsen väger cirka 35 gram diar sin mor ungefär 6-8 veckor. Honan blir mottaglig för en ny dräktighet direkt i samband med nedkomsten av ungarna. Chinchillor får oftast 2 kullar om året. Enstaka exemplar lever 10 år i naturen och individer i fångenskap kan bli 20 år gamla eller lite äldre.

### Historia

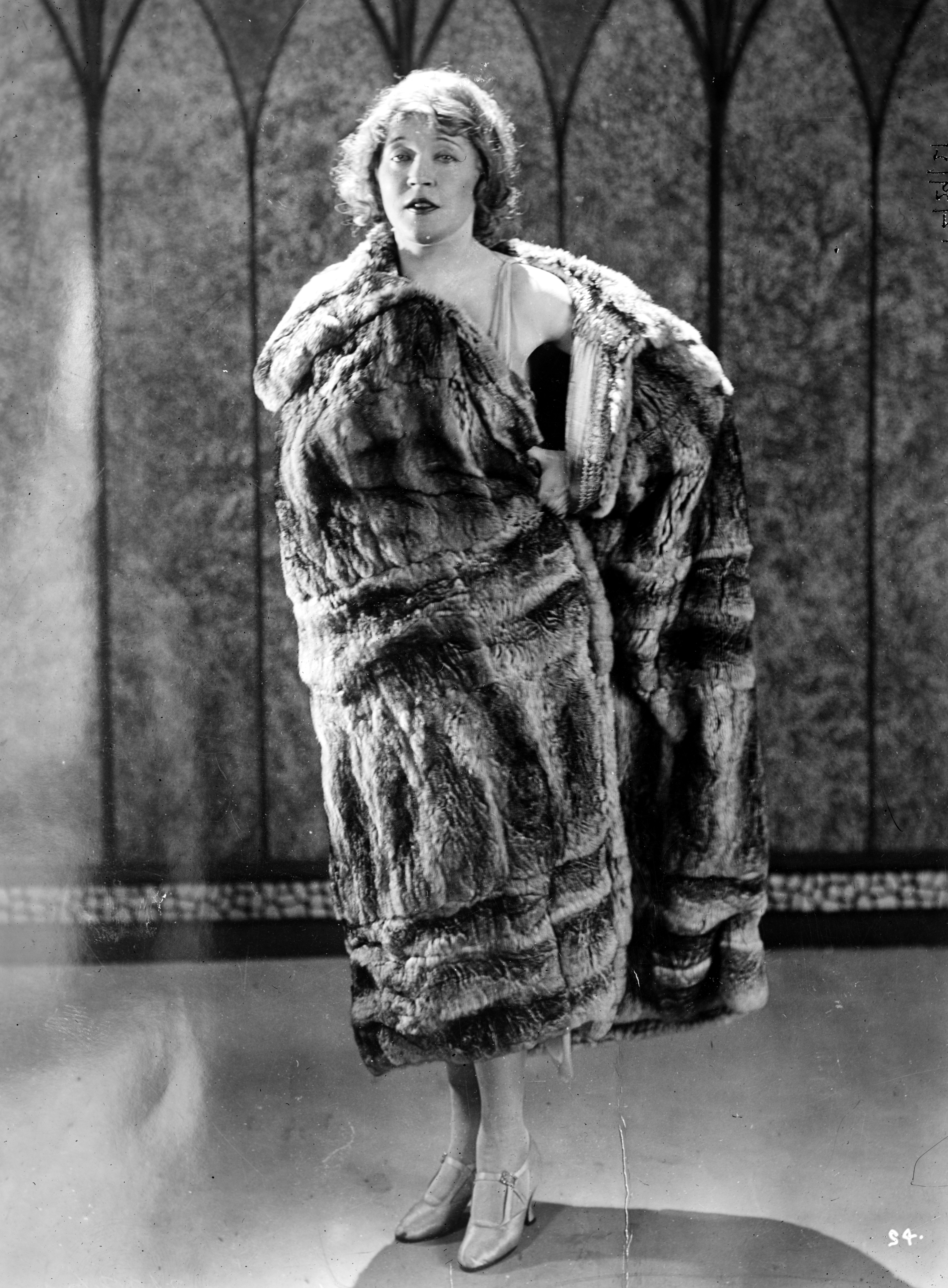
Filmstjärnan Mae Murray iklädd chinchilla.

Chincaindianerna, som chinchillan fått sitt namn av, var möjligen först med att uppskatta deras speciella päls och tillverkade textilier av chinchillapäls. Tama chinchillor uppskattades både som sällskap, som källa till material, och som delikatess. 
Chinchillapäls började användas i Europa efter att spanska conquistadorer på 1500-talet förde med sig pälsverk av chinchilla från Chile. Chinchillapälsen blev snabbt ett mode hos societeten, och den ökade efterfrågan på päls drev nästan arten till utrotning i slutet av 1800-talet men hejdades av chilenska myndigheterna som införde jaktförbud. 
Amerikanen Mathias F. Chapman tog i februari 1923 med sig elva djur (tre honor och åtta hanar) till USA för att starta pälsfarmar och lade därmed grunden för de tama chinchillor som finns i världen idag. Tama chinchillor tros härstamma från C. lanigera.

### Chinchillaavel
Chinchillauppfödare försöker framhäva olika pälsteckningar och kroppsformer, men vanligast är den grå chinchillan. Aveln eftersträvar särdrag i utseendet då chinchillor med ovanlig färg och teckning värderas högre. Vissa färger är recessiva (exempelvis violett och safir) och framkommer bara när båda föräldrarna har anlag för samma recessiva färger. Vid parning mellan djur med anlag för velvet-färgad eller vit päls utvecklas inte alla foster normalt.

## Egenskaper
Nästan alla vilda chinchillor har dött ut. Några sällsynta berättelser (A.E. Brehm, 1864; Jiménez, 1995) gör att vi ändå kan få en uppfattning om deras utseende och beteende. De domesticerade chinchillorna har ärvt sina förfäders egenskaper. Se också artiklarna om släktets arter och varianter för ytterligare detaljer. 
Dessa gnagare, som är av samma storlek som små kaniner (Jiménez, 1995), är perfekt anpassade till sitt levnadssätt i en farlig miljö. 

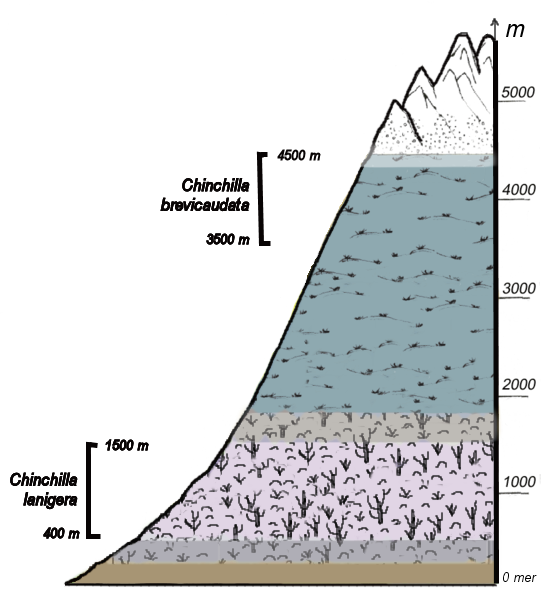
Chinchillornas naturliga livsmiljö i Anderna.

### Sociala beteenden
Chinchillornas naturliga miljö är mycket torr klippterräng i Anderna, upp till över 4 500 meters höjd (Jimenez, 2007). Maximal höjd är olika för olika arter. Där byggde de förr sina bon i familjekolonier som kunde uppgå till hundratals individer. men allteftersom de blev färre i allmänhet reducerades också storleken på senast kända kolonierna av arten C. lanigera . Honorna är större än hanarna och dominerande. Det råder delade meningar om huruvida de är monogama.
För att kommunicera ger de ifrån sig diverse läten och små skrik, gnisslar tänder, placerar urin eller utsöndrar en stark doft för att uttrycka aggression. Sammanstötningar är mycket ovanliga om de har någorlunda gott om utrymme.

### Relation till rovdjur

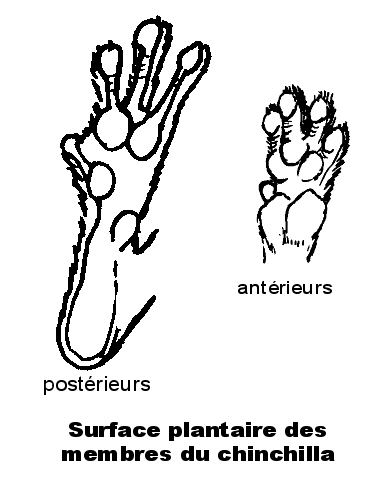
Fotsulor på domesticerad chinchilla

Eftersom de är småväxta växtätare är chinchillorna typiska bytesdjur. Med sina små brandgula framtänder och delvis atrofierade tår (framtassar har fyra tår samt en atrofierad; baktassarna har tre tår samt en atrofierad) som har mycket korta klor är de inte väl utrustade för att försvara sig utan deras räddning ligger i flykten. Bakbenen är mer utvecklade än frambenen och har trampdynor som ger gott fäste. De har också en yvig svans som gör att de kan stå upp och se långt, hoppa ungefär som en känguru och klättra snabbt på bergssidorna vid minsta varningstecken (A.E. Brehm, 1864). Pälsen lossnar i tofsar och hår från svansen ramlar lätt av för att den ska kunna undfly naturliga rovdjur (rovfåglar, räv och mård).  

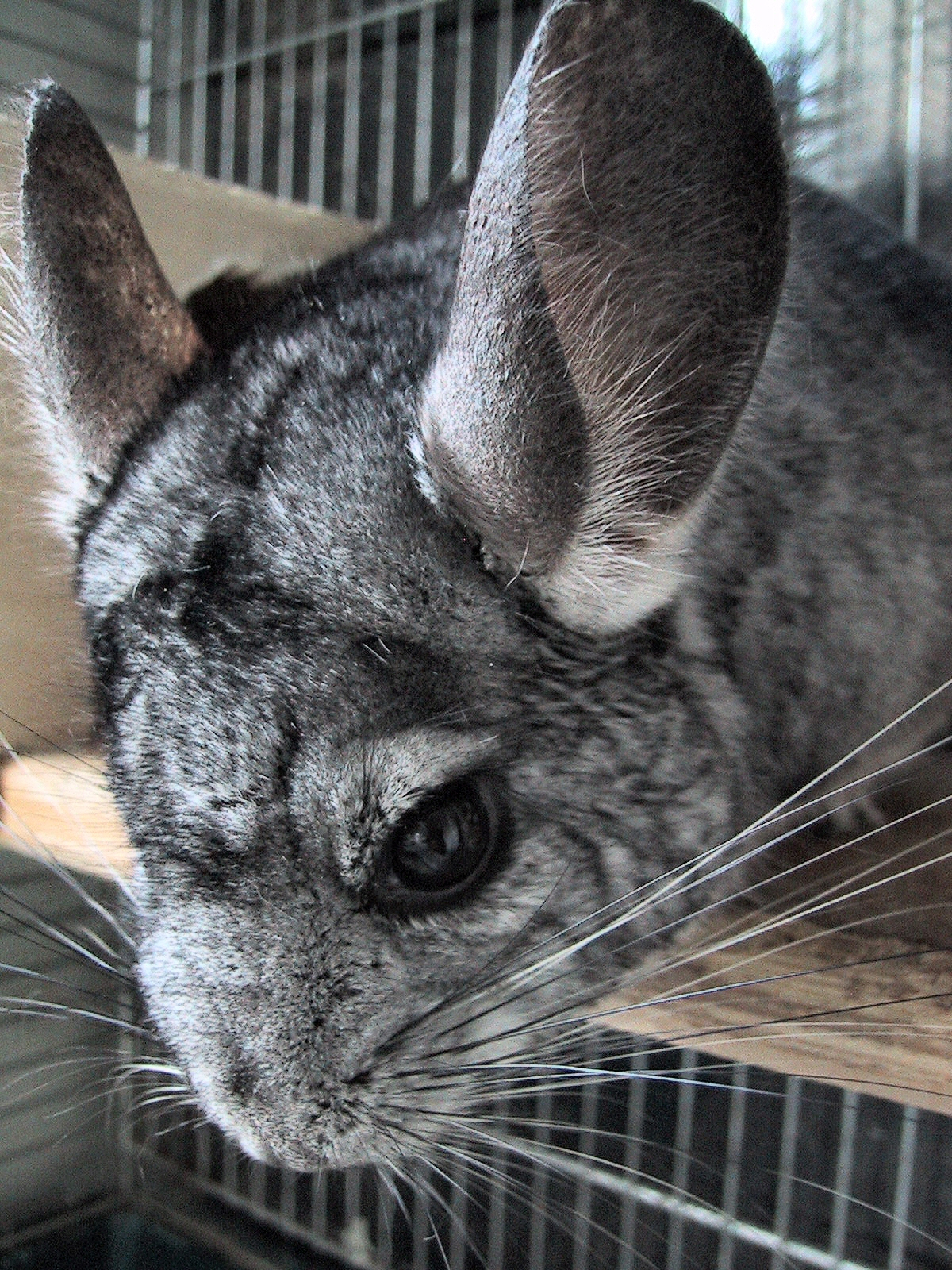
Huvudet på en tam chinchilla av standardtyp. Morrhår, ögon och öron är anpassade till nattliv.

Chinchilla har stora svarta ögon, stora öron och långa morrhår som gör att de kan orientera sig i mörkret bland klipporna.